# 1981年成昆線列車転落事故
成昆線列車転落事故は、1981年7月9日に四川省甘洛県の成昆線・利子依達大橋が土砂災害で崩落したことにより、橋梁手前の奶々包トンネルを出た442次列車が川に転落した鉄道事故である。この事故により200人以上が死亡・行方不明となり、146人が負傷した。中華人民共和国で起きた最大の鉄道事故である。

## 事故
1981年7月9日午前1時30分ごろ、大渡河の支流・利子依達溝で大規模な土砂崩れが発生した。これにより、合流点付近にある高さ17メートル、長さ110メートルの利子依達大橋が崩落した。
午前1時41分、攀枝花市西区の格里坪駅から成都駅へ向かう442列車は尼日駅で、成都駅から攀枝花駅へ向かう快速列車の221列車と交換した後、駅から出発した。1分後に442次列車が次の烏斯河駅に到着時間を伝えようとしたが、両駅の間の電話連絡が途絶えた。
午前1時45分に442次列車は40km/hの速度で奶々包トンネルに入ったが、トンネル内のカーブを通過した時、運転士はトンネル付近の構造物が崩れたことや、通常は見えるはずの利子依達大橋のレールからの反射光が見えないことに気付き、非常ブレーキをかけた。しかし、鉄橋までの線路は14‰の下り勾配であったため、破断した橋梁の手前で停止することができなかった。これにより、先頭のディーゼル機関車2両、13号車の荷物車、12号車の郵便車、11号車の旅客車が川に転落し、10号車と9号車の旅客車はトンネル外の崖から落し大破した。8号車はトンネル内で脱線し、出口のところで転覆したようになった。

## 事故の結果
乗務員4名を含む360人が死亡した。
7月24日に仮橋が開通するまで路線は不通となった。1984年5月に新しい利子依達トンネルが開通し、その後仮橋は撤去され、奶々包トンネルは放棄された。